# Alexander Iwanowitsch Poleschajew

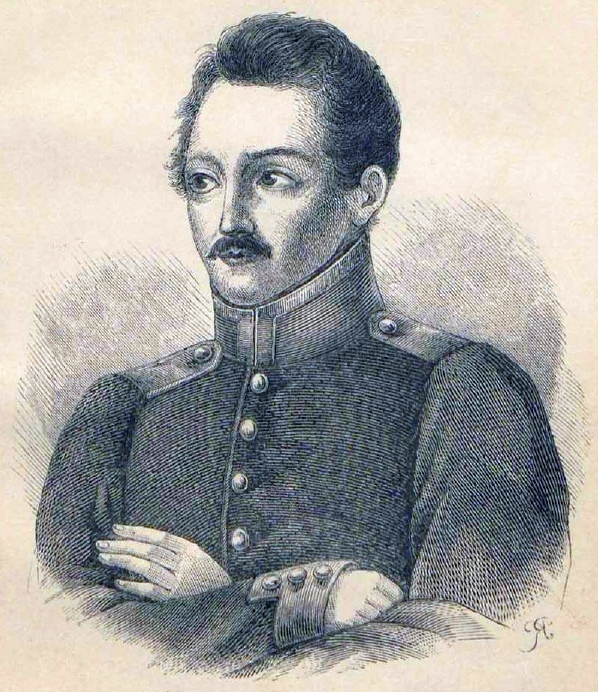
A. I. Poleschajew

Alexander Iwanowitsch Poleschajew (russisch Александр Иванович Полежаев, wiss. Transliteration: Aleksandr Ivanovič Poležaev; * 30. Augustjul. / 11. September 1804greg. (nach anderen Quellen 1805) in Pokryschkino (Gouvernement Pensa), heute Mordwinien; † 16. Januarjul. / 28. Januar 1838greg. in Moskau) war ein russischer Dichter. Wegen seines satirischen Gedichts Saschka wurde er von Zar Nikolaus I. persönlich zur Läuterung in den Militärdienst geschickt. Eine Ausgabe seiner Gedichte erschien 1832 im Druck.

## Werke
- An den Fusel
- Erpeli
- Saschka
- Vorahnung